# Polignano a Mare
Polignano a Mare je menší město v italském kraji Apulie, v provincii Bari. Město leží v jihovýchodní části Itálie, na pobřeží Jaderského moře. Je vzdálené 37 km jihovýchodně od hlavního města a centra Apulie Bari. Ve městě žije 17 990 obyvatel. Hlavním zdrojem příjmu obyvatel je turismus, zemědělství a rybolov. 

## Město a památky
Město je oblíbené a navštěvované pro své domy vystavěné na skále nad mořem. Nejstarší domy pochází již ze 17. století. Centrem města je náměstí Vittoria Emanuele II, na němž se nachází kostel Santa Maria Assunta, jehož původ se datuje na konec 13. století. Další významnou památkou je tři kilometry vzdálené bývalé benediktinské opatství, a to včetně kostela San Vito z 11. století.

## Galerie

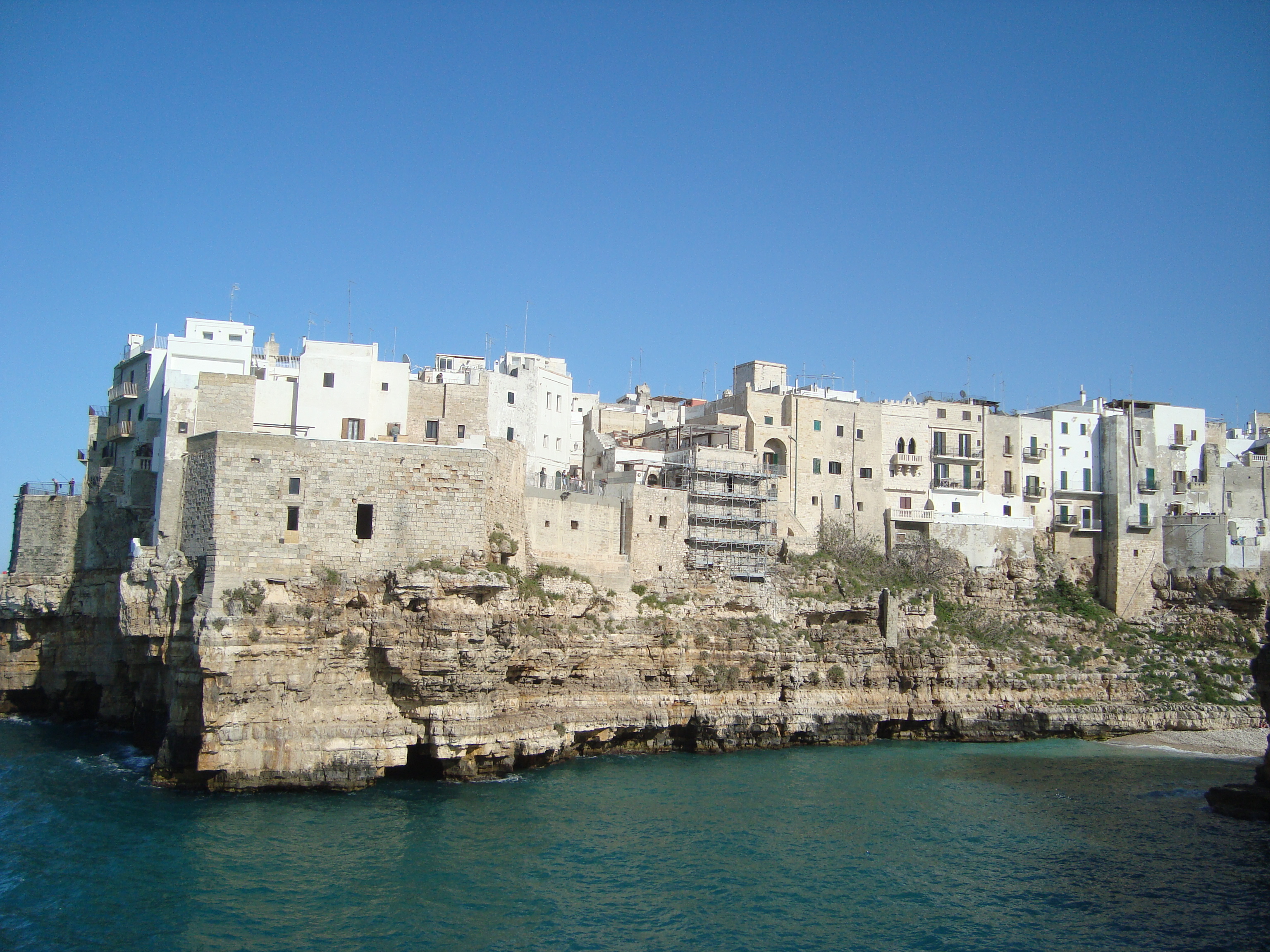
Polignano a Mare
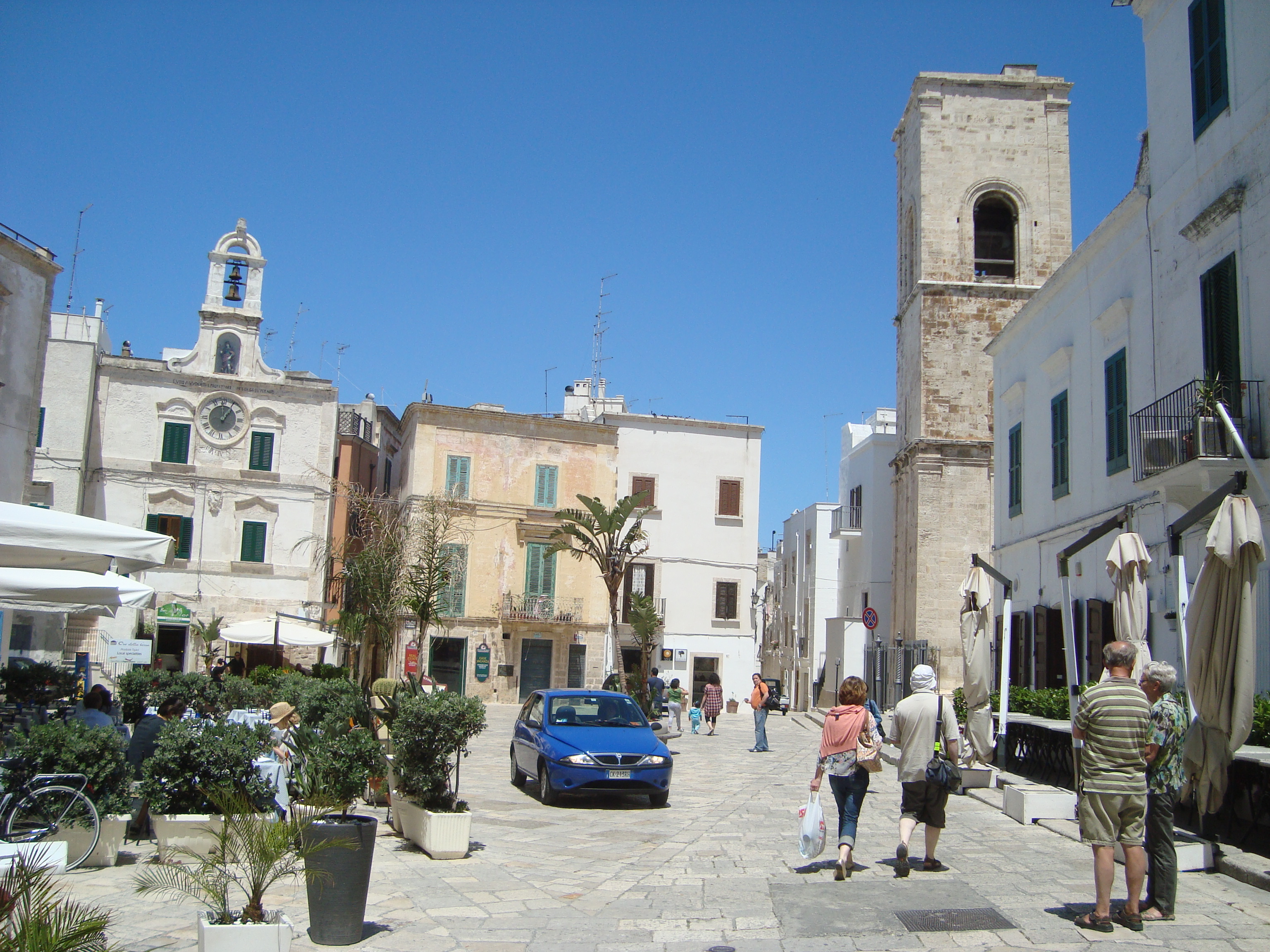
hlavní náměstí Piazza Vittorio Emanuele II
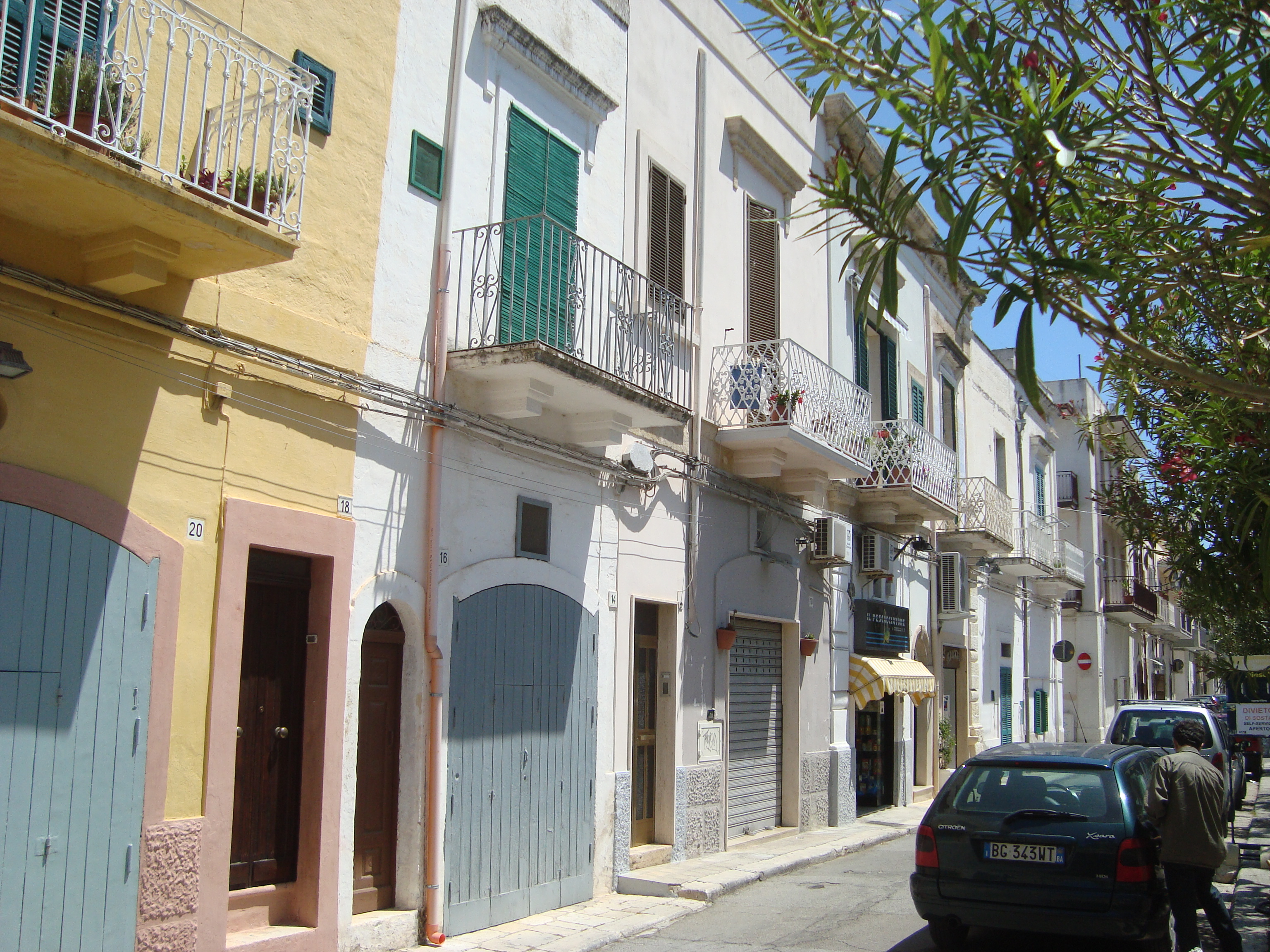
ulice v centru města
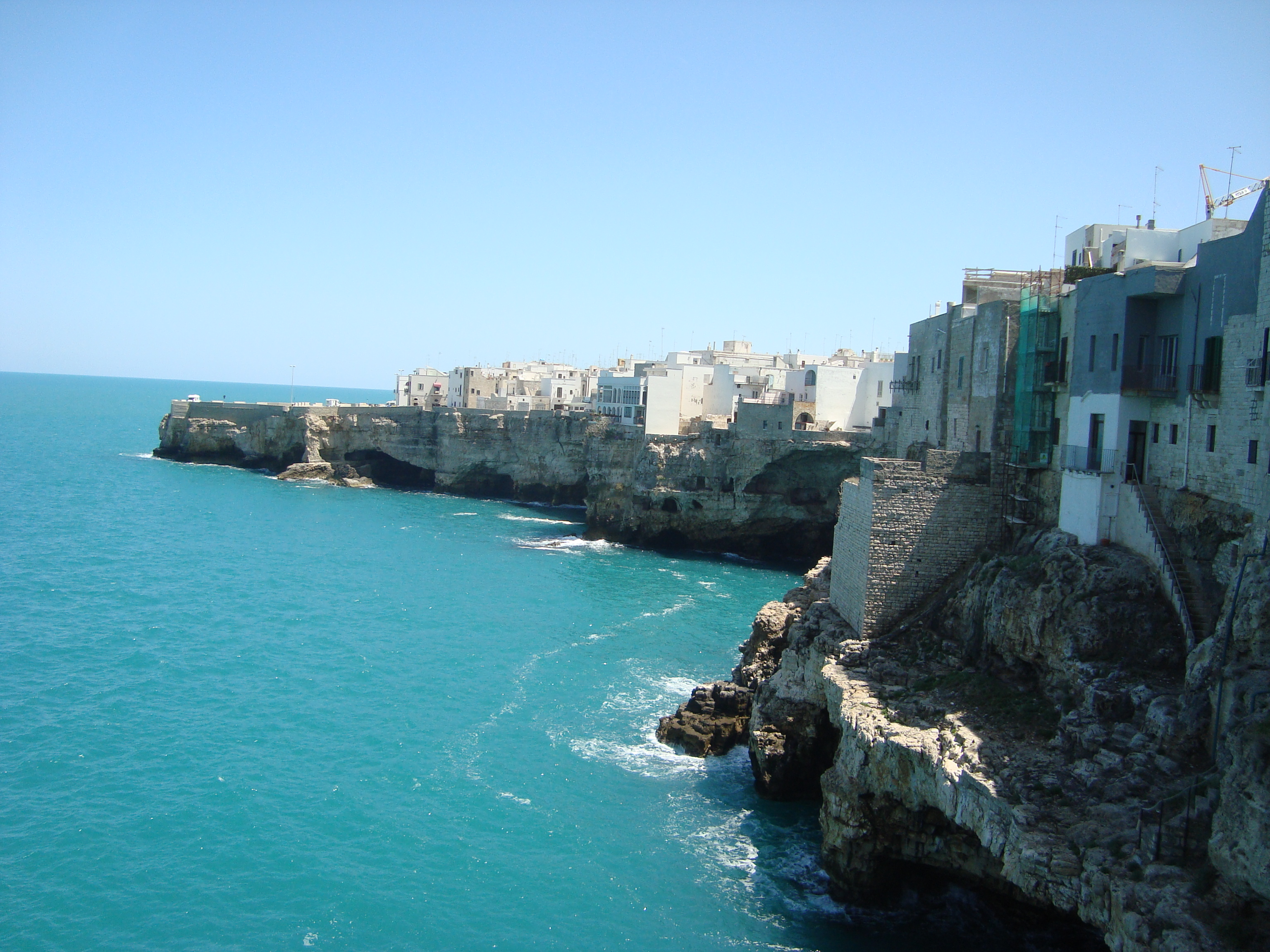
nejstarší část města vystavěná na skále

## Významní obyvatelé a rodáci
- Domenico Modugno (1928–1994), hudebník a politik

## Partnerská města
- Forio, metropolitní město Napoli
- San Miniato, provincie Pisa